# 尹拙
尹拙（891年—971年），颍州汝阴人，五代至北宋初年经学家。

## 生平
后梁贞明五年（919），尹拙通过三史科考试，调任下邑主簿。后唐长兴年间，朝廷征召尹拙，授以著作佐郎、直史馆。寻迁左拾遗，仍旧在史馆任职。唐闵帝初年，任宣武军掌书记、检校虞部员外郎兼殿中侍御史。末帝时，加检校驾部员外郎兼御史大夫，不久改检校虞部郎中、忠武军掌书记。后晋时期，尹拙回到朝廷，担任右补阙、侍御史。
尹拙博通经史，而且有着丰富的修史经历，因而后晋朝廷令尹拙与张昭远、吕琦等人共同修撰《唐书》，至出帝开运二年（945），《唐书》修成，历时四年有余。其后契丹大举进攻后晋，尹拙随赵延寿镇守常山。后汉初年，任司马郎中、弘文馆直学士。
后周时，尹拙曾奉命出使荆南，回朝后任兵部郎中。周世宗北伐契丹，欲祭祀白马祠，命令翰林学士撰写祭文，学士们却不知道祭白马祠的史事，无从下笔，遂访于尹拙，拙详细列举地方郡国举行过的十多次祠白马的祭祀活动，因而时人十分佩服尹拙学问之博洽。
尹拙素有史才，与张昭远等大臣共同编修后唐皇帝实录和周太祖实录，又与张昭远、田敏校定《经典释文》。
北宋建立后，尹拙改检校工部尚书、太子詹事、判太府寺，迁秘书监、判大理寺。乾德六年（968）致仕。开宝四年（971）尹拙去世，时年八十一。

## 家庭
子：尹季通，官至国子博士。